# Walter Reinhardt Sombre
Walter Reinhardt Sombre, est un mercenaire et aventurier militaire européen opérant dans l'Empire moghol en Inde au XVIIIe siècle. Son lieu de naissance est très controversé. 
Selon l'orientaliste suisse Antoine-Louis Polier (cf. Bibliographie), il serait né vers 1720 dans un village près de Strasbourg, en Alsace. Mais si l'on croit le témoignage du chevalier de Modave (cf. Bibliographie) qui le rencontre et l'interroge personnellement en 1775 à Agra, il semble plus vraisemblable qu'il soit né vers 1713  (« âgé de 62 ans ») dans la région de Trèves en Allemagne près de Trarbach. D'autres sources plus tardives (XIXe siècle évoquent quant à elles le Luxembourg, l'Autriche ou encore la Bavière. Modave le décrit comme un personnage assez secret, malin, et parfaitement intégré à la société indienne au point où on le considère presque comme un autochtone dans l'élite moghole.
Enfin, d'après la correspondance d'un médecin nommé Visage, il est décédé dans son "camp au nord de Dehli" le 4 mai 1778, même s'il est enterré aujourd'hui dans un mausolée à Âgrâ (Inde). 
En 1773, il reçoit, en récompense de services rendus à Mirza Najaf Khan, un large territoire (et ses revenus) qui deviendra la principauté moghole de Sardhana, dont il sera le nabab. À sa mort en 1778, sa compagne, la Begum Samru, devient son héritière. 

## Biographie
Deux témoignages importants apportent des éléments peu connus de la vie de Walter Reinhardt Sombre.
Antoine-Louis Polier raconte que Reinhardt serait arrivé en Inde dans une unité de l’armée royale française. Il aurait servi d’abord en Inde du Sud puis à Chandernagor, où il se trouve (en 1757) lors de la prise du comptoir français par les forces anglaises. Il s’en serait échappé et avec un groupe d’officiers français, puis aurait rejoint l’armée du nawab (gouverneur mogol) du Bengale, Mir Quasim (en), au service duquel il se serait battu à Plassey contre les Anglais (23 juin 1757). Il était déjà connu, dit-on, comme le Sombre (qui deviendra Sumru ou Sumroo), étant donné son caractère ténébreux, et sans doute un teint relativement foncé.
En revanche, le chevalier de Modave propose une version un peu différente, et peut-être plus plausible du fait son entrevue directe avec Sombre. Après avoir  été dans les armées du roi de France pendant les guerres de succession de Pologne (1733-1738) ou d'Autriche (1740-1748), Walter Reinhardt aurait déserté pour rejoindre les Indes orientales à bord d’un navire hollandais, après la bataille des lignes d’Ettlingen (1734) ou celle de Dettingen (1743). En effet, Modave évoque dans son récit de voyage une « bataille d’Ittinguen », avec une orthographe malheureusement imprécise. Puis pendant de nombreuses années, il aurait voyagé au Cachemire, en Afghanistan et en Hindoustan, peut-être pour chercher de l'or et des pierres précieuses (Cf. Modave).  
Un officier britannique, Jonathan Scott, raconte ensuite qu'il se serait ensuite mis un temps au service de Safdar Jang, nabab d’Aoudh, et grand vizir de l’Empire moghol (décédé en 1754). Par contre, tous les témoignages s'accordent pour dire qu'il était au Bengale au début de la guerre de Sept Ans vers 1757. 
En effet, à la même époque que le Trou noir de Calcutta, Sombre est alors mercenaire dans un régiment suisse de la Compagnie anglaise des Indes orientales (EIC), mais finit assez rapidement par s'enfuir et déserter au bout de 18 jours (Cf. Polier), et ce dans des conditions assez suspectes. Il rejoint d'abord les seigneurs de Purnia, puis Mir Quasim, nabab du Bengale qui était à cette époque conseillé par le colonel Jean-Baptiste Gentil, un agent de la Compagnie française des Indes Orientales.
Le 5 octobre 1763, menacé de mort par le nabab Mir Qasim qui est alors exaspéré par l’avancée des troupes britanniques, Sombre est contraint de faire exécuter par son bataillon 51 prisonniers anglais (à Patna). Ce fait lui interdit à jamais de revenir dans les territoires anglais où sa tête est mise à prix. Après plusieurs péripéties (il aurait volé et trahi de façon spectaculaire Shuja-ud-Daulah, le nabab d'Aoudh, qui s’apprêtait à le livrer aux Anglais), il quitte le Bengale définitivement et atteint en remontant le Gange avec sa petite armée la région de Dehli, où il recherche un employeur stable.
Ainsi, en 1765, alors que les Anglais contrôlent entièrement le Bengale, Reinhardt-Sombre met son bataillon (en fait, une armée privée) au service du raja jat de Bharatpur Jawahar Singh puis ses successeurs. Il reste à leur service jusqu’en 1772. À cette époque, il coopère avec un autre mercenaire, un Breton du nom de René Madec. Les deux hommes sont par ailleurs considérés à Chandernagor comme pouvant servir les intérêts diplomatiques de la France. Sombre est nommé également gouverneur de la ville d’Âgrâ, où il s’installe et fait restaurer l’église catholique, ancienne église de la mission jésuite dite ‘du grand Moghol’. Il y rencontre notamment le père François-Xavier Wendel, un agent influent de la Compagnie anglaise des Indes. 
Ajoutons aussi que durant le siège de Delhi (1765), il rencontre une courtisane, Farzana, dont il fait sa femme (ou du moins sa compagne) - la future 'Bégum Sombre' - mettant de côté sa première femme, qui lui avait donné un fils, Louis Balthasar (dit ‘Zafaryan Khan’). L'union avec Farzana est en revanche sans descendance.
Vers 1772, Sombre se met au service de l’empereur moghol  Shah Alam II, de Delhi. Il est engagé, toujours avec son armée privée, dans de nombreuses batailles sous les ordres de Mirza Najaf Khan (en), général en chef de l’empereur, que cela soit contre les Jats, les Pathanes, les Rohillas, les Mahrattes, les Sikhs ou les Rajpoutes.  Ses services sont récompensés par l'obtention du fief de Sardhana, un vaste territoire à une centaine de kilomètres au nord de Delhi, qui lui rapporte annuellement quelque 600 000 roupies. 
Vers 1773, en s'installant à Sardhana, il devient nabab, c'est-à-dire prince et vassal de l'Empereur moghol Shah Allam II, tout en soutenant Mirza Najaf Khan (en), l'homme politique le plus puissant de Dehli à cette époque.
Walter Reinhardt Sombre meurt au nord de Dehli d'un "rhume de cerveau" le 4 mai 1778. Il est toutefois enterré aujourd'hui à Âgrâ.